# Anovulation
Anovulation är ett medicinskt tillstånd av utebliven ägglossning. Ägglossningen är en del av menstruationscykeln vid vilken en äggstock släpper ifrån sig en äggcell i en process som kallas oogenesen. Under en anovulatorisk menstruationscykel sker inte ägglossningen, men menstruation fortsätter ske normalt. Det är normalt att vara anovulatorisk före puberteten och efter menopaus, men det kan också förekomma under fertil ålder. Under de första två åren efter menarche, menstruationsdebuten, är ungefär 50 % av menstruationscyklerna anovulatoriska.
Kronisk anovulation kan ge menstruationsstörningar och infertilitet (ovarialsvikt) och är en vanlig orsak till ofrivillig barnlöshet. Dessutom kan det orsaka eller förvärra andra långvariga hälsoproblem, såsom hyperandrogenism och osteopeni. Tillståndet har en central roll i polycystiskt ovariesyndrom. 
Det är möjligt att återställa ägglossningen med läkemedel, vilket hjälper omkring 90 % av alla fall. Det första steget är då att konstatera tillståndet, vilket inte är helt enkelt. De flesta kvinnor med anovulation har tämligen regelbunden menstruation. Kvinnor märker som regel först av tillståndet när de försöker bli gravida.
Att regelbundet kontrollera kroppstemperaturen är användbart för att få en första uppfattning om det kan vara anovulation och kan hjälpa gynekologer att fastställa diagnos.

## Klassifikation
Världshälsoorganisationen (WHO) har fastställt en internationell definition för anovulation, vilket innefattar oligomenorré (menstruationscykler som överskrider 35 dagar) eller amenorré (ingen menstruation på sex månader) i kombination med avvikande nivåer av hormonerna prolaktin, follikelstimulerande hormon (FSH) och östradiol (E2). 
Därmed finns olika varianter anovulation. WHO1 (15 % av fallen) är hypogonadotrofiska och hypoöstrogena. WHO2 (80 % av fallen) är normogonadotrofa (normal könskörtelfunktion) och har normala nivåer östrogen. WHO3 (5 %) är hypergonadotrofa (har överaktiva könskörtlar) och har hyperöstrogenism. 
Större delen av alla fall har alltså normal könskörtelfunktion. Den här gruppen har mycket olikartade symtom, vilka innefattar fetma, biokemisk eller klinisk hyperandrogenism och insulinresistens.

## Orsaker

### Hormonell eller kemisk obalans
Detta är den vanligaste orsaken till anovulation, och antas orsaka omkring 70 % av alla fall. Ungefär hälften av alla kvinnor med hormonell obalans tillverkar inte tillräckligt med folliklar för att säkra utvecklingen av en ovul, troligen till följd av dåligt fungerande hormonutsöndring från hypofysen eller hypotalamus. Hypofysen kontrollerar de flesta hormonkörtlarna i kroppen. När hypofysen inte fungerar tillfredsställande påverkas därför alla andra hormonkörtlar som står under dess inflytande, däribland äggstockarna. Detta förekommer i 10 % av fallen. Bröstkörtlarna står också under inflytande av hypofysen, så mjölkutsöndring kan förekomma. Hypofysen kontrolleras i sin tur av hypotalamus. I ungefär 10 % av fallen beror tillståndet på förändrade signaler från hypotalamus, vilket mycket lätt får allvarliga konsekvenser för hur äggstockarna fungerar.
Det finns andra hormonella obalanser som kan påverka ägglossningen. Till exempel kan kvinnor med hypo- eller hypertyroidism ha problem med ägglossningen, genom att förändrade värden av sköldkörtelhormoner kan oroa det reproduktiva systemet och dess hormoner, vilket kroppen kan svara på med anovulation. Polycystiskt ovariesyndrom och hyperprolaktinemi kan också ge anovulatoriska cykler.

### Funktionella problem
Funktionella problem står för 10-15 % av samtliga fall av anovulation. Äggstockarna kan sluta fungera, vilket står för cirka 5 %. Detta beror ibland på att äggstockarna inte innehåller några äggceller. Blockerade äggstockar är dock tämligen ovanligt, och när det händer kan de börja fungera igen utan att det hittas någon medicinsk förklaring. I några fall kan äggcellen ha mognat ordentligt, men follikeln inte kunnat frisätta den. Detta kallas luteinised unruptured follicle syndrome. Fysisk skada på äggstockarna eller äggstockar med flera cystor, kan påverka deras funktion. Detta kallas dystrofi av äggstockarna. Personer med PCOS kan också drabbas av anovulation. PCOS orsakar upp till 90 % av fallen av anovulation, och syndromet är ofta ärftligt.
Viktminskning och anorexia nervosa kan yttra sig i hormoniell obalans och ge oregelbunden ägglossning (dysovulation). Det är möjligt att denna mekanism uppkommit för att skydda kvinnans hälsa. En graviditet under vilken modern är svag skulle kunna vara riskabel för såväl barnet som modern. Å andra sidan kan fetma också ge dåligt fungerande äggstockar. Dessvärre är anovulation inte det enda problemet vid övervikt, det påverkar också effekten på medicinsk reproduktiv behandling.

## Diagnosticering

### Tecken och symtom
Anovulation är vanligen förknippad med specifika symtom. Det är emellertid viktigt att notera att dessa inte nödvändigtvis uppträder tillsammans. Amenorré (avsaknad av menstruation) uppträder i ungefär 20 % av alla fall av ovariell dysfunktion. Sällan förekommande och kortvarig menstruation förekommer hos ungefär 40 %. Ett annat möjligt symtom är oregelbunden menstruation där fem eller fler menstruationscykler per år är fem eller fler dagar kortare eller längre än längden på en vanlig cykel. Frånvaro av mastodyni (ömhet eller smärta i brösten) förekommer hos ungefär 20 % bland kvinnorna med problem med ägglossningen. Det är också möjligt att kvinnan ökar kroppsmassan eller mängden ansiktshår, tillstånd som i sig är lätta att behandla, men som ofta förekommer vid PCOS.

### Säkra perioder och LH-nivåer
Tecken som används för att bestämma säkra perioder kan användas också för att upptäcka huruvida cykler är anovulatoriska. Menstruationscykeln kan kartläggas för hand eller avgöras med hjälp av ägglossningstest. Att anteckna ett av de primära fertilitetstecknena - kroppstemperaturen - kan visa på ägglossning genom att identifiera de förändringar i kroppstemperaturen som sker strax efter ägglossning. Detta påstås vara den mest pålitliga metoden för att bekräfta huruvida ägglossning har ägt rum.
Kvinnor kan också använda ägglossningstest som mäter nivåerna luteiniserande hormon (LH) vilket normalt sett antyder förestående ägglossning. För vissa kvinnor är testet emellertid otillförlitligt, i synnerhet vid PCOS. I sådana fall kan LH-nivåer visa falska värden. Det finns kritik mot testerna ifråga, vad gäller deras känslighet och säkerhet.